# Trois Amours
Pour plus de détails, voir Fiche technique et Distribution.
Trois Amours (三つの愛, Mittsu no ai) est un film dramatique réalisé par Masaki Kobayashi sorti en 1954.

## Synopsis
Dans un village de montagne, un jeune garçon qui est rejeté par les villageois, va lier une amitié avec deux autres jeunes...

## Fiche technique
- Réalisation : Masaki Kobayashi
- Scénario : Masaki Kobayashi
- Photographie : Seiji Inoue
- Compositeur : Chûji Kinoshita
- Direction artistique : Kazue Hirataka
- Chef décorateur : Kazue Hirataka
- Production : Shōchiku
- Distribution : Shôchiku
- Format : noir et blanc - 35 mm - Mono
- Genre : film dramatique
- Durée : 114 minutes
- Langue : japonais
- Sortie : 25 août 1954

## Distribution
- Shōji Mori : Heita
- Isao Yamagata : père de Heita
- Isuzu Yamada : mère de Heita
- Yūnosuke Itō : Yasugi, prêtre
- Kō Mishima : Nobuyuki Nishida, artiste peintre
- Keiko Kishi : Michiko Satomi, institutrice
- Ichirō Hosoya : Ikujiro Nakagawa
- Yūko Mochizuki : Fumie, mère d'Ikujiro
- Ken'ichirō Kawaguchi : Isao Ototo
- Eitarō Shindō : Kōzō Masuda
- Mitsuko Sakura : Keiko
- Tomio Aoki : Tadakichi
- Shin'ichi Himori : Bariki
- Isao Suenaga : instituteur
- Chiyoko Fumiya : Machiko